# Guy Stern

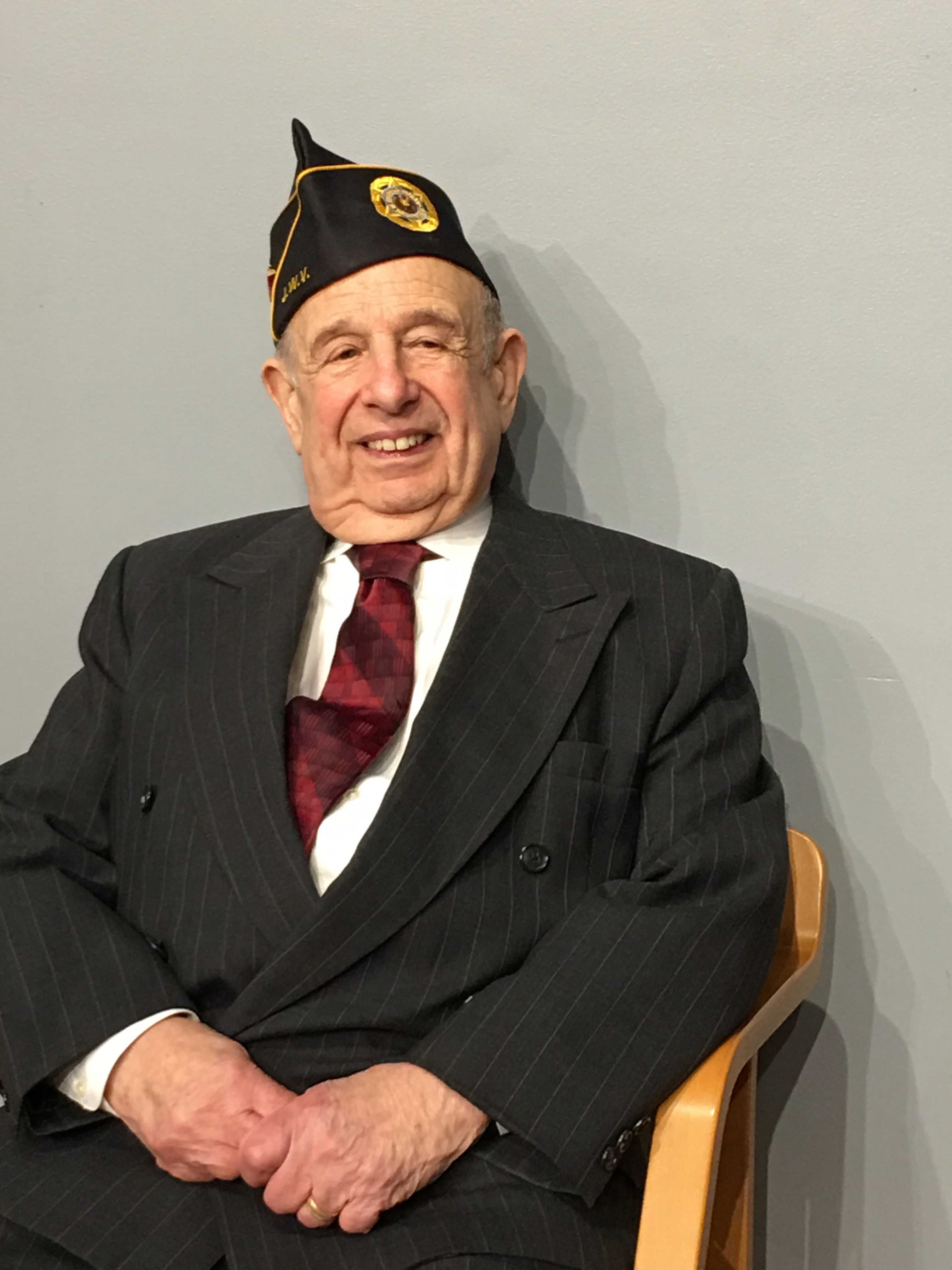
Guy Stern bei seiner Aufnahme in die französische Ehrenlegion, 2017

Guy Stern (* 14. Januar 1922 in Hildesheim als Günther Stern; † 7. Dezember 2023 in Detroit, Michigan) war ein deutschamerikanischer Literaturwissenschaftler.

## Leben
Günther Stern wuchs in Hildesheim in einer assimilierten jüdischen Familie auf. 1937 emigrierte er mit Hilfe eines Onkels aus St. Louis und des amerikanischen Konsuls in Hamburg als einziges Mitglied seiner fünfköpfigen Familie in die USA. Auch später gelang es ihm nicht, sie nachzuholen. Nach Kriegsende erfuhr er, dass seine ganze Familie deportiert worden und im Warschauer Ghetto umgekommen war.
Ab 1940 studierte Stern zunächst Romanistik, später Germanistik an der Saint Louis University. 1942 meldete er sich freiwillig zum Kriegsdienst, wurde aber erst später eingezogen. Am 1. Mai 1943 wurde er US-Staatsbürger. Im „Military Intelligence Training Center“ in Camp Ritchie, Maryland erhielt er eine Spezialausbildung und wurde so zu einem der sogenannten Ritchie Boys, einer überwiegend aus Emigranten gebildeten Einheit des Militärnachrichtendienstes. 1944 kam er drei Tage nach Beginn der Landung in der Normandie nach Frankreich. Er wurde im IPW (Interrogators of Prisoners of War) Team 37 der Feldnachrichtentruppe der United States Army eingesetzt, das aus sechs Personen bestand und deutsche Kriegsgefangene und Überläufer befragte. Er wurde für seinen Einsatz mit dem Bronze Star ausgezeichnet.
Nach dem Krieg nahm er sein Studium wieder auf, machte 1948 seinen B. A. in Romanistik an der Hofstra University. 1950 erlangte er den M. A. in Germanistik und 1953 folgte die Promotion an der Columbia University. Nach Lehrtätigkeiten an der Columbia University New York City wurde er 1963 Professor und Abteilungschef für deutsche Sprache und Literatur an der University of Cincinnati, danach University Dean, ab 1975 an der University of Maryland. 1978 folgte die Berufung an die Wayne State University in Detroit, wo er von 1981 bis 2003 Distinguished Professor für Deutsche Literatur- und Kulturgeschichte war. Gastprofessuren führten ihn an die Universitäten Freiburg im Breisgau, Frankfurt am Main (1993), Leipzig (1997), Potsdam (1998) und München als Mercator-Professor.
Als Autor und Herausgeber veröffentlichte Stern zahlreiche Bücher und Sammelwerke zur deutschen Literaturgeschichte, insbesondere zur Emigranten- und Immigrantenliteratur. Er war einer der Mitbegründer der Lessing Society, deren Präsident er von 1975 bis 1977 war.
Stern leitete ein Institut des Holocaust-Museums in Detroit. Bei der Enthüllung des Erinnerungsdenkmals am ehemaligen Standort der zerstörten Hildesheimer Synagoge am Lappenberg hielt er 1988 eine Ansprache. 1998 hielt er im Bonner Bundestag die Rede zum sechzigsten Jahrestag der Reichspogromnacht. Stern berichtet als Zeitzeuge in der TV-Dokumentation Die USA und der Holocaust (Originaltitel The U.S. and the Holocaust), einer 6-teiligen (im Original 3-teiligen) Miniserie von Ken Burns aus dem Jahr 2022.
Guy Stern lebte in Michigan.

## Familie
Guy Sterns zweite Frau war eine Highschool-Lehrerin. Sie starb 2003. Stern hatte einen Sohn, der vor ihm starb. Stern war ab dem 85. Lebensjahr in dritter Ehe mit der deutschen Schriftstellerin Susanna Piontek (* 1963) verheiratet.

## Ehrungen
Stern erhielt zahlreiche Auszeichnungen, darunter das Große Verdienstkreuz der Bundesrepublik Deutschland (1987), die Goethe-Medaille (1989) und die französische Auszeichnung Ritter der Ehrenlegion. Aus Anlass einer Festschrift für Stern hob die damalige bayerische Kultusministerin Monika Hohlmeier in ihrer Laudatio 2005 den erzieherischen Charakter seines Lebenswerks hervor, in dem Stern sich in besonderer Weise für die Stärkung der geistigen Grundlagen der Freiheit in Deutschland eingesetzt habe: „Sie selbst“, so Hohlmeier an Stern, „stellen für Lernende eine Identifikationsfigur dar: Ihr Lebensweg gibt anderen Orientierung, Ihre gelebte Vita zeichnet eine Spur, die anderen ein Weg sein kann.“ Am 5. März 2012 wurde ihm die Ehrenbürgerschaft seiner Geburtsstadt Hildesheim verliehen und 2017 wurde Stern mit dem erstmals verliehenen OVID-Preis des PEN-Zentrums deutschsprachiger Autoren im Ausland ausgezeichnet. Die Deutsche Nationalbibliothek in Frankfurt am Main veranstaltete am 18. Januar 2022 eine Gratulations-Videokonferenz mit Guy Stern zu seinem 100. Geburtstag.

## Schriften
- War, Weimar and literature. The Story of the Neue Merkur, 1914–1925 (= The Penn State Series in German literature). Pennsylvania State University Press, University Park 1971.
- Literatur im Exil. Gesammelte Aufsätze 1959–1989. Ismaning 1989.
- Literarische Kultur im Exil. Gesammelte Beiträge zur Exilforschung (1989–1997) / Literature and Culture in Exile (= Philologica, Reihe A, Band 1). Dresden University Press, Dresden 1998, ISBN 3-931828-05-0 (teilweise deutsch und teilweise englisch).
- Fielding, Wieland, Goethe and the Rise of the Novel (= Analysen und Dokumente Band 49). Peter Lang, Frankfurt am Main u. a. 2003 (Dissertation Columbia University New York (englisch)).
- Arno Reinfrank: Dichter aus der Pfalz im Exil – Autor der „Poesie der Fakten“ (1934–2001) (= Jüdische Miniaturen Band 84). Herausgegeben von Jeanette Koch unter Mitarbeit von Maik Hamburger. Stiftung Neue Synagoge Berlin, Centrum Judaicum. Verlag Hentrich & Hentrich, Berlin 2009, ISBN 978-3-941450-02-8.
- Invisible Ink. Wayne State University Press, Detroit 2020 (englisch).
- Wir sind nur noch wenige: Erinnerungen eines hundertjährigen Ritchie Boys. Übersetzung Susanna Piontek. Aufbau Verlag, Berlin 2022, ISBN 978-3-351-03943-1[11]